# Phthiracarus sangumburiensis
Phthiracarus sangumburiensis är en kvalsterart som först beskrevs av Wojciech Niedbała 2002.  Phthiracarus sangumburiensis ingår i släktet Phthiracarus och familjen Phthiracaridae. Inga underarter finns listade i Catalogue of Life.